# Periomphale
Periomphale is een geslacht uit de familie Alseuosmiaceae. Het geslacht telt een soort die voorkomt op Nieuw-Caledonië.

## Soorten
- Periomphale balansae Baill.